# Guillermo Rifo
Guillermo Octavio Rifo Suárez (Santiago, 16 de febrero de 1945-23 de enero de 2022) fue un percusionista, compositor, arreglador, director orquestal, gestor cultural  y académico chileno. Cultivó una variedad de géneros como la música docta, la música popular, el jazz y la fusión latinoamericana.
Su amplio currículum cuenta con una militancia de treinta años en la Orquesta Sinfónica de Chile, una destacada trayectoria como compositor docto y solista de música contemporánea para percusiones, una presencia sistemática como el primer vibrafonista del jazz chileno, el liderazgo de agrupaciones de cámara primigenias en la fusión como Aquila (1973), Sexteto Hindemith 76 (1975) y Latinomúsicaviva (1978), y un extenso trabajo como arreglador de música popular en Chile, además de haber sido cofundador y director del Instituto Profesional Escuela Moderna de Música, donde enseñó composición popular hasta inicios del año 2018.

## Biografía
Desde pequeño gustaba de la música de Duke Ellington y de Lionel Hampton, aunque en su casa su padre escuchaba ópera y él, a escondidas, prefería la de las orquestas populares de Vicente Bianchi o la Orquesta Huambaly, en la que tocaba su máximo ídolo, José Luis Córdova, en la batería.
A los 12 años de edad, Rifo ingresó en el Conservatorio Nacional de Música para estudiar percusión con el legendario maestro Jorge Canelo, histórico timbalista de la Orquesta Sinfónica de Chile. A los 19 años, en 1965, ingresa como extra y como suplente del español Juan Manuel Varcárcel, posiblemente el primer vibrafonista que tocó en Chile. Así Rifo pudo incluso estrenar piezas de música contemporánea para percusiones.
En esta misma época, Rifo se vinculó con músicos populares como Valentín Trujillo o Giolito, apareciendo además en grabaciones de Trujillo en 1963 y de otros directores, como Tito Ledermann e incluso el citado Bianchi, y en canciones nuevaoleras junto a Alan y sus Bates en 1964.
Integró la orquesta de Horacio Saavedra, que grabó el más grande álbum en vivo de todos los tiempos, Buddy Richard en el Astor (1969), de Buddy Richard, y, además, comenzó a tocar el vibráfono a la manera jazzística en 1971 junto a los hermanos Roberto y Mario Lecaros y su ídolo Lucho Córdova.
El mismo año Rifo fundó las cátedras de percusión clásica en la Universidad Católica de Chile, en Santiago y Valparaíso, por encargo del maestro Fernando Rosas (Q.P.D) Y creó el Grupo de Percusión de Chile apadrinando a sus primeros alumnos: Ricardo Ruiz, Drago Kovac, Carlos Vera, Sergio "Tilo" González y Ricardo Vivanco de Congreso, entre otros.
Su interés por la nueva música latina lo llevó a componer sus primeras piezas para ensambles eléctrico y vibráfono, que estrenó dirigiendo al grupo Aquila. Luego escribió piezas de cruce entre música docta y popular para el famoso quinteto de vientos de cámara Hindemith, para después formar el Sexteto Hindemith 76, que fusionaba el jazz, la música docta y el folclore chileno. Con este editó dos discos: El cantar de nuestra música (1975) e In musica (1976).
Los propósitos creativos de  Rifo en esta línea de fusión instrumental y de lenguajes alcanzó su más alto momento a través del grupo Latinomúsicaviva, que incluía la justeza de la música de cámara, la improvisación jazzística y el ritmo del rock, lo que lo llevó a grabar el disco del mismo nombre en 1979.
Paralelamente, Rifo experimentaba en los arreglos orquestales para música popular, con destacadas apariciones junto a Fernando Ubiergo (en 1978), Tito Fernández, Sonia La Única (en Sonia canta a Violeta Parra, 1980) y Hugo Moraga, entre otros. Su vinculación con el pop y la música popular diversa llevó a Rifo a incorporarse en un nuevo grupo de arregladores jóvenes con Toly Ramírez, Juan Azúa, Horacio Saavedra, Pancho Aranda y Nino García. Durante los años 80, compuso la música institucional de Televisión Nacional de Chile. Es autor en ese período de la música incidental de la serie documental de televisión Al Sur del Mundo (Canal 13) Temporadas 1983, 1985, 1988 y 1990.
Al finalizar la dictadura militar (Chile), Rifo escribió los arreglos y dirigió la Orquesta Sinfónica, que se presentó en el Estadio Nacional en marzo de 1990 en el acto de celebración de la investidura del presidente Patricio Aylwin durante la transición política en Chile. La Orquesta y el Coro Sinfónico interpretaron el himno nacional, el Himno a la alegría, de Miguel Ríos y Gracias a la vida, de Violeta Parra.
Rifo transitó por la década de los 90' con la dirección de la Escuela Moderna de Música en 1992, su retiro de la Orquesta Sinfónica en 1993, y la composición de un vasto y creativo catálogo de obras sinfónicas y de cámara. 
Uno de sus trabajos relevantes son el realizado en 2001 cuando dirigió a la propia orquesta en el espectáculo Urban Symphony en el Teatro Novedades donde trabajo con bandas de rock como Los Jaivas, Emociones Clandestinas, Aparato Raro y Dracma. 
Posteriormente En 2007 escribió las orquestaciones sobre música de Violeta Parra para la Orquesta Sinfónica de la Universidad de Concepción y la cantante de jazz Claudia Acuña. 
Luego, el maestro Guillermo Rifo escribe Arreglos sinfónicos y dirige los conciertos "Luís Advis Sinfónico", Patricio Manns Sinfónico", también con la Orquesta Sinfónica de Concepción y "Víctor Jara Sinfónico" con la Orquesta Usach. 
En el año 2015, Rifo dirige a la Orquesta Sinfónica de Chile, en cuatro Conciertos de Música Chilena, con arreglos sinfónicos propios,   a teatro lleno y un quinto Concierto de cierre en la Universidad de Chile, cerrando con el Himno de la Casa de estudios, cuyos arreglos musicales Rifo realizó hace décadas.  
En julio del año 2017, El maestro Guillermo Rifo retoma sus propios arreglos musicales de Violeta Parra, los adapta y dirige La Orquesta Estable del Teatro Colón, Buenos Aires, Argentina, en un concierto vívido y multitudinario, encabezado por Javiera Parra y Ángel Parra, con la destacada participación de artistas nacionales e internacionales. 
En marzo de 2018, Rifo, nuevamente, dirige la Orquesta Sinfónica de Concepción, con sus propios arreglos orquestales de Violeta Parra, en un concierto encabezado por los nietos Parra, realizando la inauguración del Teatro Regional del Bío Bío. 
El 10 de enero de 2018, el maestro Guillermo Rifo deja de ser director y docente del Instituto Profesional de la Escuela Moderna de Música, del cual es Co - fundador. 
Falleció el 23 de enero de 2022 a los 76 años de edad.

## Premios y reconocimientos
- Premio Altazor 2012 en artes musicales, música docta, por su obra Timabliana.[4]
- Premio Altazor 2001 por dirección de la orquesta juvenil y estreno de obras chilenas.
- Premio Altazor 2007 por ejecución musical.[5]
- Premio Bicentenario (2010) otorgado por el Círculo de Artes de Chile. Rifo fue uno de los dos maestros de la música galardonados con dicho premio.
- Premio a la Música Nacional, género Docto (2010), otorgado por el Presidente de la República.